# Bill Elliott
William "Bill" Clyde Elliott, född den 8 oktober 1955 i Dawsonville i Georgia, är en amerikansk racerförare. Han är far till Chase Elliott.

## Racingkarriär
Elliott gjorde sin debut i Nascar Winston Cup Series 1976. Han vann sitt första race på Riverside International Raceway 1983, och blev sedan trea i mästerskapet 1984, efter tre delsegrar. Han vann 11 race av 28 under 1985, och tjänade dessutom 1 miljon US$ efter att ha vunnit Winston Million genom en seger i Southern 500 på Darlington. Han blev sedan fyra 1986, tvåa 1987, innan han vann sin första och enda titel 1988. Han vann dessutom Daytona 500 1987. Han satte också fartrekord över ett varv i Nascar, med ett varv i 212,809 mph (342,602 km/h) på Talladega. Han bröt sin handled i en krasch tidigt under 1989, och hade ingen chans att försvara sin titel. Han lämnade Melling Racing efter 1991, och gick istället till Junior Johnson and Associates från och med 1992, men skulle inte nå samma framgångar som tidigare, förutom en andraplats under sin första säsong, då han förlorade mästerskapet på grund av att Alan Kulwicki ledde ett varv mer i finalen på Atlanta Motor Speedway.
Bill Elliott startade ett eget team 1995, men hade inga framgångar som teamchef, och körde i slutet av sin fulltidskarriär för Evernham Motorsports, där han tog sin sista seger på Rockingham 2003. Han körde efter 2003 i enstaka race, och nådde några topptioplaceringar under bland annat 2008.
År 2015 blev Bill Elliot invald i Nascar Hall of Fame.